# (1732) Хайке
(1732) Хайке (нем. Heike) — небольшой астероид главного пояса, который входит в состав семейства Эос. Он был открыт 9 марта 1943 года немецким астрономом Карлом Рейнмутом в обсерватории Хайдельберг в Германии и назван в честь немецкого астронома Хайке Неккеля (нем. Heike Neckel).

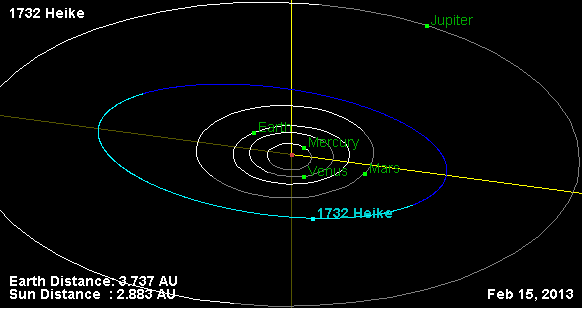
Орбита астероида Хайке и его положение в Солнечной системе

Фотометрические наблюдения, проведённые в 2008 году, позволили получить кривые блеска этого тела, из которых следовало, что период вращения астероида вокруг своей оси равняется 4,74 ± 0,01 часам, с изменением блеска по мере вращения 0,32 ± 0,04 m.